# Израильская компания по освоению земель
Компания развития Земли Израиля (ивр. הכשרת הישוב‎, Хакшарат хаИшув; англ. Israel Land Development Company акроним: ILDC) — сионистское общество по развитию и улучшению земель, которое действовало в ишуве и в течение первых 40 лет существования государства, пока в 1988 году оно не было приватизировано и начало функционировать как частная компания.

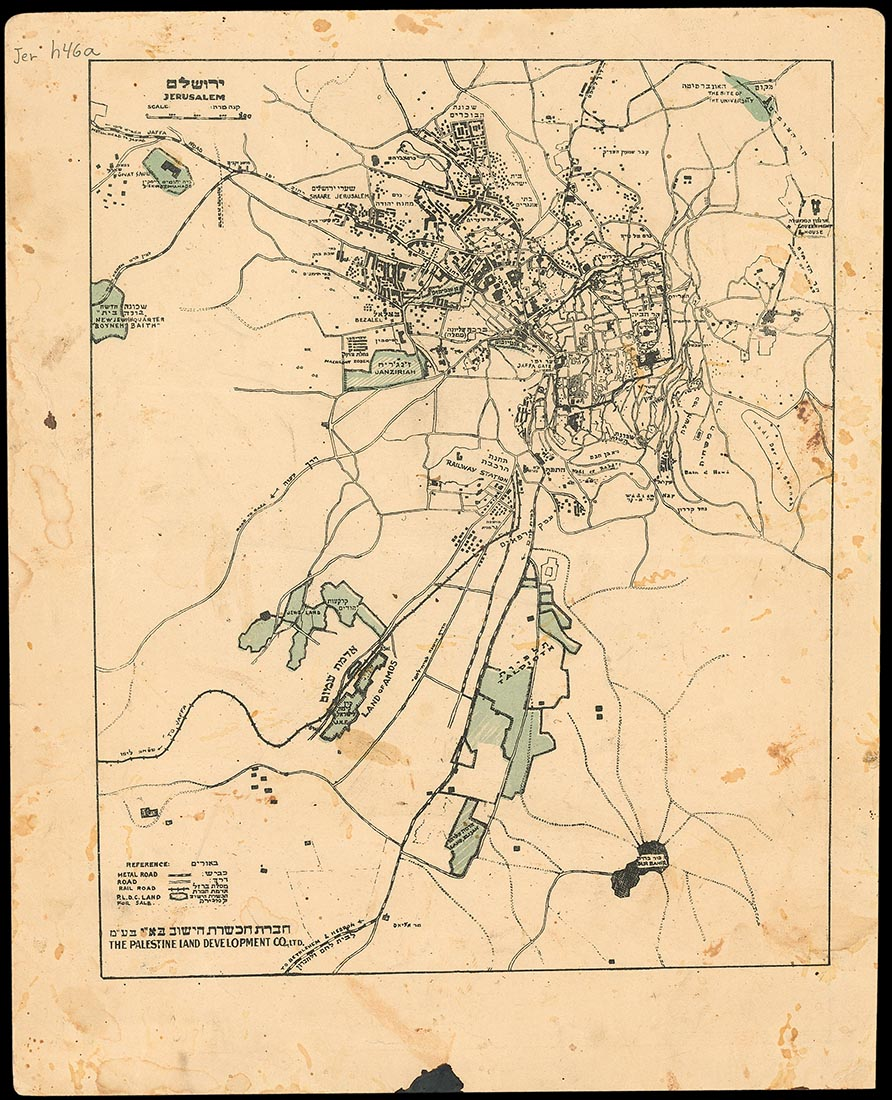
Эта карта Иерусалима была подготовлена и распространена Компанией по развитию земли в 1922 году. Карта показывает снимок Иерусалима в то время. Основная цель карты — представить новые земли, приобретенные компанией.

## Сионистская компания
Компания была основана в Лондоне в 1909 году как подразделение Всемирной сионистской организации. Компанию возглавляли доктор Артур Руппин, профессор Отто Варбург и доктор Яаков Тхон.
В своём первом сообщении, опубликованном в феврале 1908 года, компания объявила о своей цели: помогать укорениться в Эрец-Исраэль еврейским иммигрантам, в большом количестве приезжающим из Восточной Европы. Чтобы начать жизнь самостоятельного фермера-арендатора, эти люди не имели ни опыта занятия сельскохозяйственным трудом, ни достаточных для этого материальных средств. Согласно планам компании, новые иммигранты поступали на работу в одно из хозяйств, где на практике изучали правильные методы ведения сельского хозяйства и одновременно привыкали к сложному климату Палестины. Работники получали часть прибылей хозяйства, в котором они работали и могли потратить эти средства на покупку животных и семян. В конце срока практического обучения компания предоставляла будущим фермерам участок земли в длительную аренду на выгодных условиях.
Первоначально компания приобрела участки земли в районе озера Кинерет, в Ум Джуни, в Мерхавии, в Изреельской долине . Затем были приобретены земли, на которых были основаны поселения Рухама, Кирьят-Анавим и Тель-Адашим.
Одним из величайших покупателей земель ишува был Иешуа Ханкин, который ранее работал в Еврейском колонизационном обществе барона Гирша . В период своего проживания в поселении Гедера Ханкин установил хорошие отношения с арабами этого района, выучил их язык и культуру и регулярно принимал феллахов и арабских помещиков. Благодаря этому Хенкин преуспел в переговорах с арабами страны, ему удалось наладить отношения с властями Османской империи и выкупить многие земельные участки..
Сначала деятельность компании была сосредоточена на закупке земли для сельскохозяйственных поселений, а затем, после окончания Первой мировой войны начала работать в сотрудничестве с Еврейским национальным фондом и приобретать земли для городских поселений. Также были приобретены землю в районах Тальпиот и Рехавия в Иерусалиме, земли в районах Кармель центр, Ахуза и Неве Шаанан в Хайфе, в том числе, и участок, на котором был построен Технион, а также земли, на которых была построена улица Алленби в Тель-Авиве (первоначально она называлась «Морская»). Компания также приобрела концессию на озере Хула .
Накануне Первой мировой войны и ввиду готовности турок продавать землю, чтобы заполнить свои пустые сундуки, ишувское обучение продвигало идею владений на Земле Израиля. При полной поддержке сионистского конгресса евреи в России и Восточной Европе стремились приобрести большое количество земельных участков в Палестине. Так возникли Пория, Шарона, Кфар Малал, Раанана, Ган Явне, Ромема, Мерхавия, Бальфурия и другие.
Во второй половине 1920-х годов барон Ротшильд также помог приобрести участки земли в районе между Хадерой и Зихроном Яаковом . Позже доктор Руппин приобрел землю на берегу Тель-Авива и земли на горе Скопус в Иерусалиме, на которой был основан Еврейский университет .
В первые годы британского мандата колониальная администрация запретила покупку частной земли на подмандатной территории, но этот запрет был отменен в 1920 году. Позднее были приобретены земли, принадлежащие Нахалалу, Нешеру, Ягуру и Греческому православному патриархату в Иерусалиме: Тальпиот, Рехавия и другие. Также были приобретены Герцлия, Бат-Ям, Эмек Зевулун, Эмек Хефер, Негев, Бейт-Шеан, Беэр-Шева и Ришон Ле-Цион .
До создания государства компания приобрела около половины земли Израиля, которая находилась в руках еврейской общины . Компания продолжала работать даже после создания государства. В 1953 году компания по освоению земель была зарегистрирована в качестве государственной компании, акции которой торговались на Тель-Авивской фондовой бирже, а офис находился в Иерусалиме. В 1954 году компания перестала приобретать землю для создания поселений и сосредоточилась на продаже недвижимости и строительстве. Компания также начала создавать гостиницы и гостевые дома, и строить промышленные здания в аренду.
В 1960-х и 1970-х годах расширялась сеть отелей. Было приобретено несколько отелей: «Шарон» в Герцлии, «Галей Кинерет» в Тверии, "Римоним " в Цфате и «Нептун» в Эйлате. Компания также построила первые высотные здания в Иерусалиме.

## Приватизация

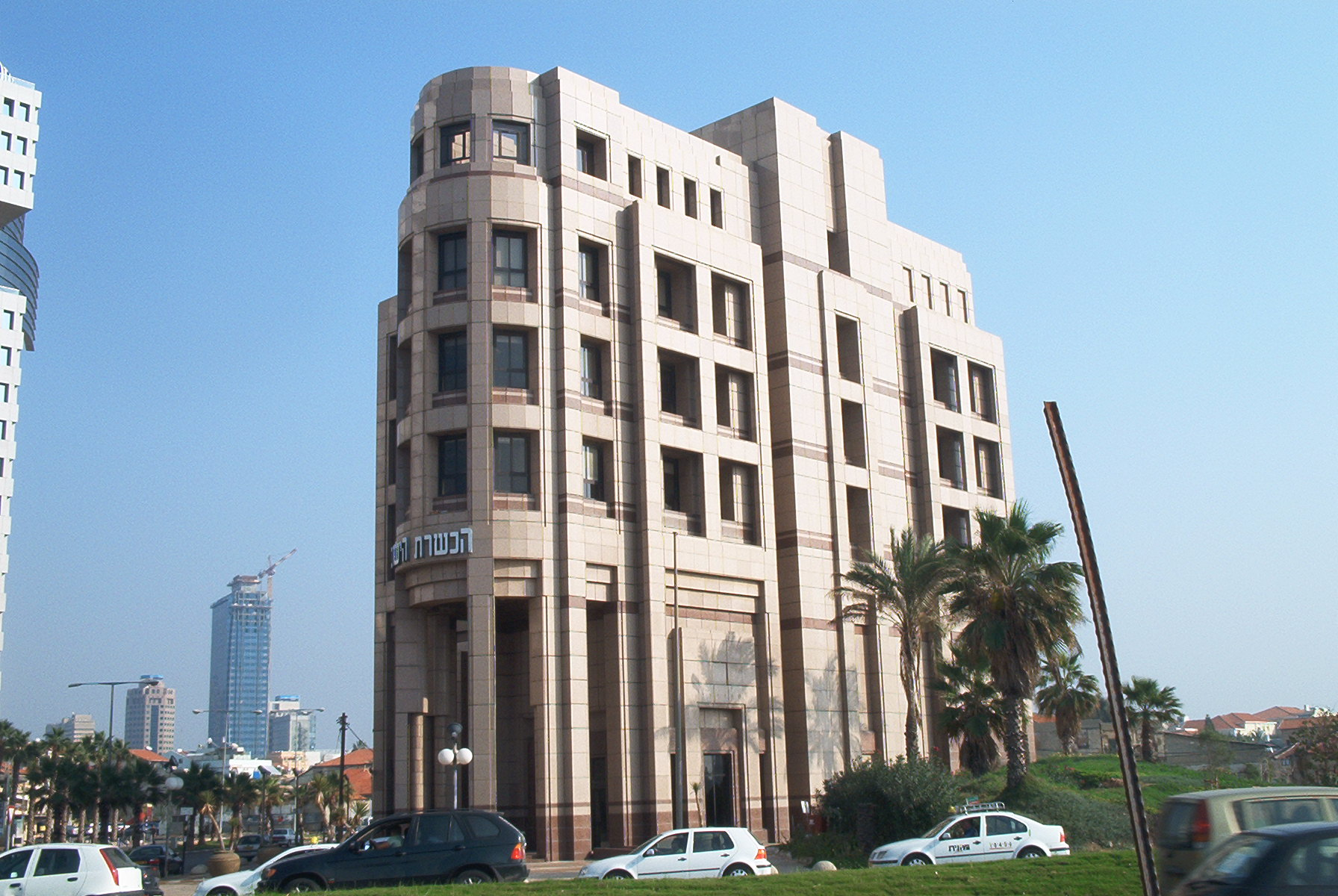
Здание Управления Компанией в Тель-Авиве

В 1988 году сионистские институты решили приватизировать компанию по освоению земель, и выставили её на продажу. Компанию приобрел бизнесмен Яаков Нимроди. После приватизации компания продолжала работать в области недвижимости и отельного бизнеса как в Израиле, так и за рубежом. Появились и новые сферы деятельности: связь (приобретение газеты «Маарив» и компании Rapid Group) и страхование.

## Текущий профиль компании
- Акционеры: семья Нимроди 74 %, группа Делек / Феникс 6,8 %.
- Холдинговая компания, которая занимается недвижимостью и работает в сфере энергетики, отелей и СМИ.
- В настоящее время работает в основном в Израиле, Польше, Канаде и Румынии.
- Является одной из ведущих компаний в Израиле в сфере аренды недвижимости.
- Площадь арендуемой недвижимости в Израиле и за рубежом составляет примерно 348 тысяч квадратных метров.
- Контроль над большинством объектов инвестиций.

## Недвижимость
В сфере строительства и продажи недвижимости компания занимается проектами по строительству коммерческих, офисных и жилых зон. В Израиле компания работает по всей стране и в основном в ее центре. Она не владеет строительными средствами, а заключает договоры на выполнение проектов с ведущими подрядными компаниями. Деловая сеть компании также распространена за рубежом в Польше, Румынии и Канаде. В Польше компания строит крупные жилые проекты в Варшаве и Гданьске. В Румынии компания строит новый жилой район и торговый центр в Бухаресте, за что получила награду Румынской конфедерации частных компаний в промышленности (CONPIROM).
В сфере торговли недвижимостью компания владеет многими объектами недвижимости по всей стране, включая ряд ключевых объектов в крупных городах, которые планируется широко развивать в будущем. В Израиле компания также владеет торговыми центрами в различных городах. В Канаде Компания владеет коммерческой недвижимостью в Торонто и Квебеке .
В области логистических парков, которые служат распределительными центрами, прилегающими к крупным городам, компания владеет ведущими объектами в Польше (Варшава, Прушкув, Мошна, Познань, Тича) и Румынии (Бухарест).

## Гостиничное хозяйство
Компании принадлежит сеть отелей «Римоним», которая существует с момента основания государства Израиль и сегодня включает в себя одиннадцать отелей по всей стране, от подножия горы Хермон на севере до Эйлата на юге. Некоторые из отелей и туристических объектов являются историческими активами, которые существовали до создания государства, такие как отель «Галей Кинерет» и купальни на горячих источниках в Тверии. Активы компании также включают гостиничные и туристические комплексы в Канаде (курорты и катание на лыжах).

## Связь
В 1991 году компания приобрела у приемников Роберта Максвелла газету и типографию «Маарив», одно из старейших средств массовой информации в Израиле. IDLC руководила этой частью своих активов через холдинговую компанию «Maariv Holdings Ltd.» и создала широкую сеть периодических изданий, старых и новых. В 2011 году компания продала контрольный пакет акций группы «Маарив», оставив себе 27,3 % акций. Кроме того, в сфере СМИ IDLC контролирует компанию «Rapid Vision Ltd.», занимающуюся рекламой с помощью билбордов.

## Страхование
В 1991 году ILDC приобрела небольшое страховое агентство и превратила его в крупную страховую компанию, работающую в сфере общего страхования и страхования жизни. В 2006 году ILDC ушла из страхового бизнеса, продав свои страховые группы компаниям «Элезра» и «Харель».